# VMEbus

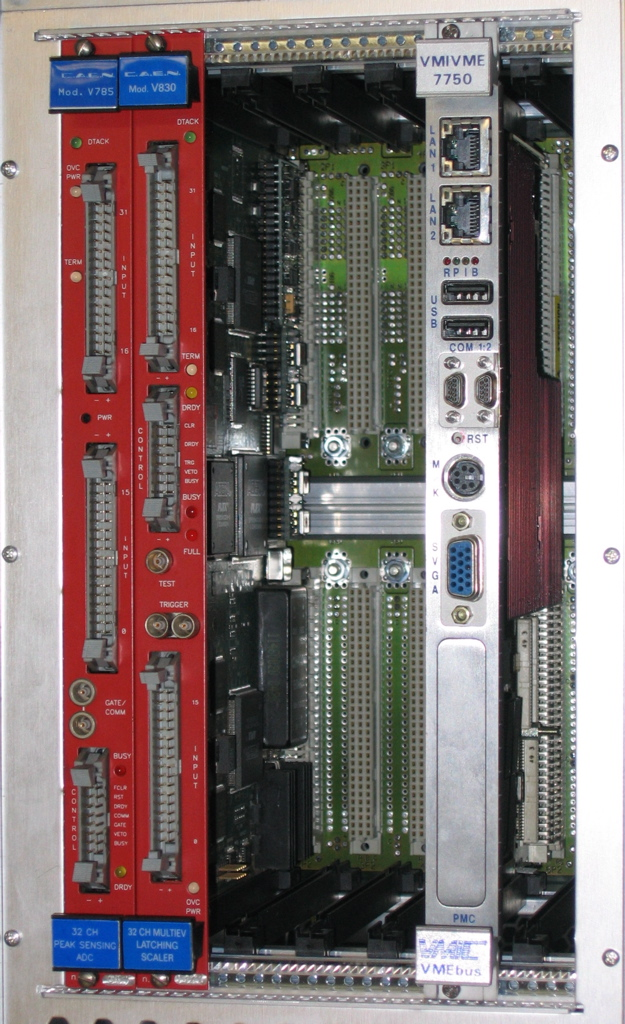
Un rack VME64.

Le bus VME (officiellement VMEbus, ou plus simplement VME) est un bus informatique industriel, initialement développé par Motorola.
Il a été initialement développé pour le Motorola 68000, mais fut par la suite utilisé pour de nombreuses applications. Il est normalisé par la CEI, l'ANSI et l'IEEE sous la référence 1014-1987.
Il est physiquement basé sur le format Eurocard, mais utilise son propre système de signaux électriques, ce que l'Eurocard ne définit pas.

## Historique
Le bus VME a été développé en 1981.
En 1979, alors que Motorola développait son nouveau 68000, l'un de ses ingénieurs, Jack Kister, décida de créer un système de bus normalisé pour les systèmes utilisant la famille de processeurs 68000, qu'il appela VERSAbus. Il fut plus tard rejoint par John Black, qui améliora le concept et créa le « VERSAmodule ». Sven Rau et Max Loesel, de Motorola-Europe, ajoutèrent une spécification mécanique à l'ensemble, basée sur l'Eurocard qui était alors dans les dernières phases du processus de normalisation. Le résultat, initialement connu sous le nom de VERSAbus-E, mais renommé plus tard en VMEbus (pour VERSAmodule Eurocard bus, ou pour certains Versa Module Europa).
À partir de ce moment, plusieurs autres entreprises impliquées dans l'écosystème 68000 (dont Signetics, Philips, Thomson, et Mostek), ont accepté ce standard. Un peu plus tard, il est officiellement standardisé par l'IEC en tant que « IEC 821 VMEbus » et par l'ANSI et l'IEEE en tant que « ANSI/IEEE 1014-1987 ».